# Brestov Dol
Brestov Dol (en serbe cyrillique : Брестов Дол) est un village de Serbie situé dans la municipalité de Babušnica, district de Pirot. Au recensement de 2011, il comptait 15 habitants.

## Démographie
| 1948 | 1953 | 1961 | 1971 | 1981 | 1991 | 2002 | 2011 |
| ---- | ---- | ---- | ---- | ---- | ---- | ---- | ---- |
| 403  | 405  | 374  | 246  | 121  | 62   | 32   | 15   |

|  |